# 全米技術アカデミー
全米技術アカデミー（ぜんべいぎじゅつアカデミー、英: United States National Academy of Engineering、NAE）は、1964年にアメリカ合衆国政府によって設立された非営利研究機関である。1863年、エイブラハム・リンカーンによって設立された全米科学アカデミーと同様の議会活動によって設立された。全米工学アカデミーとも。2020年現在の代表はJohn L. Anderson。
NAEは会員選考などを自律的に行っており、他の国立アカデミーと共に連邦政府への諮問という役割を担っている。また、工学の教育と研究促進のためのプログラムを実施し、優れた工学者・技術者の表彰を行っている。NAE会員に選ばれることは工学関連では最高の栄誉とされており、生涯にわたる業績が評価された結果といえる。
NAEは全米アカデミーズの一部であり、他には米国科学アカデミー (NAS)、全米医学アカデミー (NAM)、全米研究評議会 (NRC)などの組織がある。
会員は、既存会員の推薦と当人の技術・工学分野での業績を評価して選出される。新会員選定は年に1回行われる。正式な会員はアメリカ市民でなければならない。外国人を選出した場合は「外国準会員」とする。2013年現在、2,000人を越える正会員と外国準会員がいる。

## 主な賞
毎年3つの賞を選考しており、それぞれの受賞者には副賞として50万ドルが贈られる。ゴードン賞、ラス賞、チャールズ・スターク・ドレイパー賞の3つで、この3つを合わせて工学分野のアメリカ版ノーベル賞と呼ぶこともある。

### ゴードン賞
ゴードン賞は、アナロジックという会社の創業者バーナード・マーシャル・ゴードン（発明家、慈善家として知られる）にちなんで2001年から授与が開始された。工学における新たな教育手法を開発した学界のリーダーを表彰することを目的としている。賞金50万ドルは半分が受賞者個人に、もう半分は受賞者が所属する組織に贈られ、進行中の研究開発に使われる。

### ラス賞
ラス賞は、社会に対する影響が大きく、普及によって人類の進歩に寄与した技術革新を表彰するもので、1999年に開始された。オハイオ大学出身で Systems Research Laboratories 創設者 Fritz Russ とその妻 Dolores Russ にちなんで名付けられた。

### チャールズ・スターク・ドレイパー賞
チャールズ・スターク・ドレイパー賞は技術の発展や技術関連の公的な教育に貢献した者を表彰するもので、1989年に開始された。名称の元となったチャールズ・スターク・ドレイパーは「慣性誘導装置の父」と呼ばれる人物で、MIT教授でもあり、チャールズ・スターク・ドレイパー研究所の設立者でもある。副賞は50万ドル。

## 教育・研究促進
Grand Challenges for Engineering
2008年2月、NAEは今後100年間に達成すべき工学上の14の大きな課題を発表した。これらの課題を選ぶため、NAEは科学技術の専門家委員会を招集した。同委員会はウェブサイトで一般の意見も集めつつ、外部の専門家の意見も聞き、数カ月かけて課題を選定した。2008年10月6日、NAE年次会合でこの課題についてのシンポジウムが開催された。その後、その一覧の出版物の電子版がウェブサイトにて公表された。また一般から課題の重要性についての投票を受け付け、2008年6月30日に投票が終了。投票結果（順位）は次の通りである。
1. 太陽エネルギーを経済的なものにする。
2. 核融合によるエネルギー供給実現。
3. きれいな水を使えるようにする。
4. 脳のリバースエンジニアリング
5. 学習のパーソナライズを進める。

Frontiers of Engineering
新しい工学分野のリーダー（通常30から45歳）を集め、様々な分野の最先端研究・開発について議論する場を提供するプログラム。参加者間で協力関係を築き、アイデアをネットワーク化し共有することを目的としている。毎年3回、アメリカ単独、アメリカ-ドイツ間、アメリカ-日本間でシンポジウムが行われている。また、2年に1回アメリカ-インド間のシンポジウムが行われている。
Diversity in the Engineering Workplace
技術系の人材を増やすための研究に関するプログラム。ワークションを開催し、関連する団体と協力し、何が必要かを検討し改善に努めている。その一環として EngineerGirl! と Engineer Your Life というウェブサイトを運営している。
The Center for the Advancement of Scholarship on Engineering Education
工学系教育カリキュラムの時代の変化に対応した変更などを提案するプログラム。
Technological Literacy/K-12 education
高校までの教育（K-12）における工学系カリキュラムの作成と実施に助言することを目的とするプログラム。数学や科学も含めた理系教育の結びつきを扱い、教育における慣行を周知させることも目標としている。また、生徒、教師、学校外の大人という3者における技術的リテラシーのレベルの調査を行っている。
Center for Engineering, Ethics, and Society
工学研究や事業における倫理的問題の特定と解決を図ることを目的としている。Online Ethics Centerと密接に連携している。
Engineering and the Environment
技術系の事業は環境破壊を引き起こすことがしばしばあった。このプログラムは環境への悪い影響を和らげる最先端の取り組みを認め、紹介することを目的としている。また、環境に関して持続可能な未来を生み出すための政策指針を政府・民間企業・一般大衆に提供している。

## 広報
NAEは週に1回、ワシントンD.C.のラジオ局WTOPで番組を放送しており、その内容はNAEのウェブサイトにアーカイブされている。また、隔週でニュースレターも発行している。

## 注・出典
1. 1 2  Becoming a Member, NAE website.
2. ↑  About NAE, National Academy of Engineering.
3. ↑  William A. Wulf and George M.C. Fisher "A Makeover for Engineering Education" Issues in Science & Technology Spring 2002 p. 35-39.
4. ↑  “GPS, dialysis inventors win top awards”. Chicago Tribune. (2003年2月19日) 2011年1月11日閲覧。
5. ↑  Laura A. Bischoff (2001年1月31日). “First Russ Prize to be Awarded”. Dayton Daily News
6. ↑  Rex Graham (2007年1月11日). “Y.C. Fung Wins Russ Prize”. Medical News Today 2011年1月11日閲覧。
7. ↑  “Leroy Hood wins 2011 Russ Prize”.   Ohio University (2011年1月5日). 2011年1月11日閲覧。
8. 1 2  “Gordon Prize information”. 2006年12月12日閲覧。
9. ↑  “Fritz J. and Dolores H. Russ Prize”.   NAE. 2010年12月28日閲覧。
10. 1 2  Grand Challenges for Engineering
11. ↑  Frontiers of Engineering
12. ↑  EngineerGirl!
13. ↑  Engineer Your Life
14. ↑  CASEE
15. ↑  Online Ethics Center
16. ↑  WTOP Radio Series Archive